# Abraham Hellenbroek
Abraham Hellenbroek (Amsterdam, 3 december 1658 – Rotterdam, 16 december 1731) was een Nederlandse gereformeerde predikant. Hellenbroek behoorde tot de stroming van de Nadere Reformatie en is vooral bekend geworden door het catechisatieboekje Voorbeeld der Goddelijke waarheden, dat nog steeds gebruikt wordt in  bevindelijk-gereformeerde kerken.
Abraham Hellenbroek was afkomstig uit een Amsterdams koopmansgeslacht. Hij studeerde vanaf 1674 letteren en filosofie aan het Athenaeum Illustre in zijn geboortestad en vanaf 1677 tot 1682 filosofie en theologie aan de Leidse Universiteit. Na zijn studie was hij achtereenvolgens predikant van Zwammerdam (1682-1691), Zwijndrecht (1691-1694), Zaltbommel (1694-1695) en Rotterdam (1695-1728).
Hellenbroeks hoofdwerk is De Euangelische Jesaia waarin hij in 4 delen van ca. 1000 bladzijden een uitleg geeft van de gedeelten van het Bijbelboek Jesaja die volgens hem vooruitwijzen naar de tijd van het Nieuwe Testament. Het boek bestaat vooral uit bewerkte preken. Hetzelfde geldt voor zijn uitleg van het Hooglied, Salomons Hoogliet verklaert en vergeestelijckt, die uit twee dikke delen bestaat. Hierin beschouwt hij het Hooglied als een allegorie van de omgang tussen Jezus Christus en de gemeente. Veel predikanten uit bevindelijk-Gereformeerde kring raadplegen in de lijdenstijd het boek van hem: De kruistriomf van Vorst Messias. Hiernaast publiceerde Hellenbroek nog verschillende prekenbundels.
Hellenbroek dankt zijn bekendheid voornamelijk aan zijn catechisatieboekje Voorbeeld der goddelijke waarheden uit 1706. Het prestige van het boekje was zo groot dat Hendrik de Cock er niet in slaagde om het in de Christelijke Afgescheiden Gemeenten te laten vervangen door de catecheseboekjes die door de Dordtse Synode van 1618-1619 goedgekeurde Heidelbergse Catechismus en Kort Begrip. Leren uit "Hellenbroek" is voor veel bevindelijk-gereformeerden dan ook nog steeds een begrip. Het boekje heeft een dogmatische inslag en werd vooral gebruikt voor het aanleren van "waarheden". Hiermee werd de naam van de geleerde predikant synoniem met bekrompenheid en conservatisme. Van het Voorbeeld der goddelijke waarheden bestaan twee versies, een korte en een lange. Bij het boekje zijn ook verschillende werkboeken en handleidingen gemaakt. In 1765 verscheen een Engelse vertaling voor de gereformeerde kerk in Amerika.

## Voornaamste werken
- De euangelische Jesaia: ofte des zelfs voorname euangelische prophetien; in haaren samenhang, eige inhoud, oogwit, vervulling, en nuttig gebruik vertoond (Rotterdam, 1701-1702; 4 dln.; 7e druk: Ermelo, 2000).
- Voorbeeld der godlyke waarheeden, voor eenvoudigen. Die zig bereiden tot de belydenisse des geloofs (1706; laatste druk: Utrecht, 1996; Duitse vert.: Rödingen/Hamburg, 2004) ISBN 90-336-0403-5.
- Het Hooglied van Salomo, verklaart en vergeestelykt (Rotterdam, 1718-1720; 4e druk: Amsterdam, 1737-1739).
- Bybelsche keurstoffen, zynde een verzameling van verscheide texten zo des Ouden als des Nieuwen Testaments, naar gelegentheid van tyden en zaken verklaart en toegepast (Amsterdam, 1733-1734; 2 dln.; 3e druk: Amsterdam, 1744-1758).
- De kruistriomph van vorst Messias, ofte Verhandelingen over het lyden, sterven en begraven van den Heiland der uitverkoren wereld, den heere Jezus Christus: volgens overeenstemminge der vier Euangelisten, in deszelfs oogwit verklaart, toegepast en gepredikt (Amsterdam, 1737; 9e druk: Barneveld, 2001) ISBN 978-90-5551-424-3.